# Hummelgarnele
Die Hummelgarnele (Caridina breviata), seltener auch unter dem Namen Zebra-Zwerggarnele im Handel, ist eine Zwerggarnele aus Asien aus der Gattung Caridina. Die Bezeichnung Hummelgarnele ist allerdings nicht eindeutig; auch andere Arten als Caridina breviata werden unter diesem Namen gehandelt. Die Unterscheidung verschiedener "Hummeln" ist oftmals nur mikroskopisch möglich; hinzu kommt, dass sich die Arten oft auch kreuzen.
Caridina breviata ist, wie alle Garnelen dieser Gattung, eine Süßwassergarnele. Sie verbringt ihr gesamtes Leben, von der Befruchtung des Eis bis zum Tode in Süßwasser, ursprünglich in Flüssen des südlichen China.
Sie wird für die Aquaristik in zahlreichen Varianten gezüchtet. Sie wird größtenteils wegen der geringen Ansprüche an die Beckenparameter sowie der einfachen Reproduktion und Zucht oft in Aquarien gehalten.

## Erscheinungsbild
Die Hummelgarnele bleibt wie fast alle Zwerggarnelen relativ klein. Insbesondere ist ein deutlicher Geschlechtsdimorphismus bezüglich der Größe der Tiere zu beobachten. Die Männchen sind ausgewachsen rund 2 cm lang. Die Weibchen sind mit durchschnittlich 2,5 cm rund 20 % größer. Ihr Körper wirkt außerdem insgesamt kräftiger und gedrungener als der der Männchen.
Die Zeichnung der Tiere variiert stark. Die verschiedenen Varianten haben jedoch alle das Zebramuster gemein. Der transparente Körper der Garnele ist stets von drei dunklen Querstreifen durchzogen. Die Variationen ergeben sich aus verschiedenen Färbungen der dunklen Streifen, die von Schwarz über Braun bis hin zu Blau reichen. Es gibt auch Berichte, dass es asiatischen Züchtern bereits gelungen ist, eine Variante mit roten Streifen, ähnlich der Crystal-Red-Zwerggarnele zu züchten.
Außerdem sind die Zwischenräume zwischen den dunklen Streifen häufig nicht transparent, wie der Rest des Körpers, sondern weiß gefärbt.

## Verbreitungsgebiet
Die Hummelgarnele kommt im südlichen China vor, wo sie in nährstoffreichen Flüssen lebt.

## Lebensweise

### Nahrungsaufnahme und -spektrum
Der Darm der Hummelgarnele ist, anders als z. B. beim Menschen, gänzlich gerade und verläuft, bei den transparenten Tieren einer Wirbelsäule gleichend, vom Kopf durch das Hinterleib. Die Austrittsöffnung des Darmes befindet sich unten am Hinterleib, kurz vor dem Schwanzfächer. Aus diesen anatomischen Gegebenheiten ergibt sich, dass der Darm mit 1 bis 2 cm kürzer ist als die Gesamtkörperlänge. Zum Vergleich: Der Darm eines erwachsenen Menschen ist mit 8 m mehr als 4-mal so lang wie die durchschnittliche Körpergröße des Menschen.
Daraus folgt eine eingeschränkte Nährstoffaufnahme. Die Garnelen sind daher, um dies zu kompensieren, fast den ganzen Tag mit dem Fressen beschäftigt.
Bei der Art ihrer Nahrung sind die Tiere wenig wählerisch. Als Allesfresser ernährt sich die Hummelgarnele sowohl von Kleinstlebewesen im Wasser und am Gewässergrund als auch von pflanzlicher Kost, wie z. B. abgestorbenen Blättern oder Algen.
Im Aquarium ist eine abwechslungsreiche Fütterung der Tiere sehr wichtig, um eine gesunde Häutung zu gewährleisten. Hier wird allerlei Gemüse gefüttert sowie Algen und konventionelles Fischfutter. Außerdem gibt es im Fachhandel spezielles Garnelen- und Krebsfutter. Auf Lebendfutter und/oder Frostfutter in Form von Mückenlarven, Artemia oder Daphnien sollte ebenfalls nicht verzichtet werden.

### Fortpflanzung

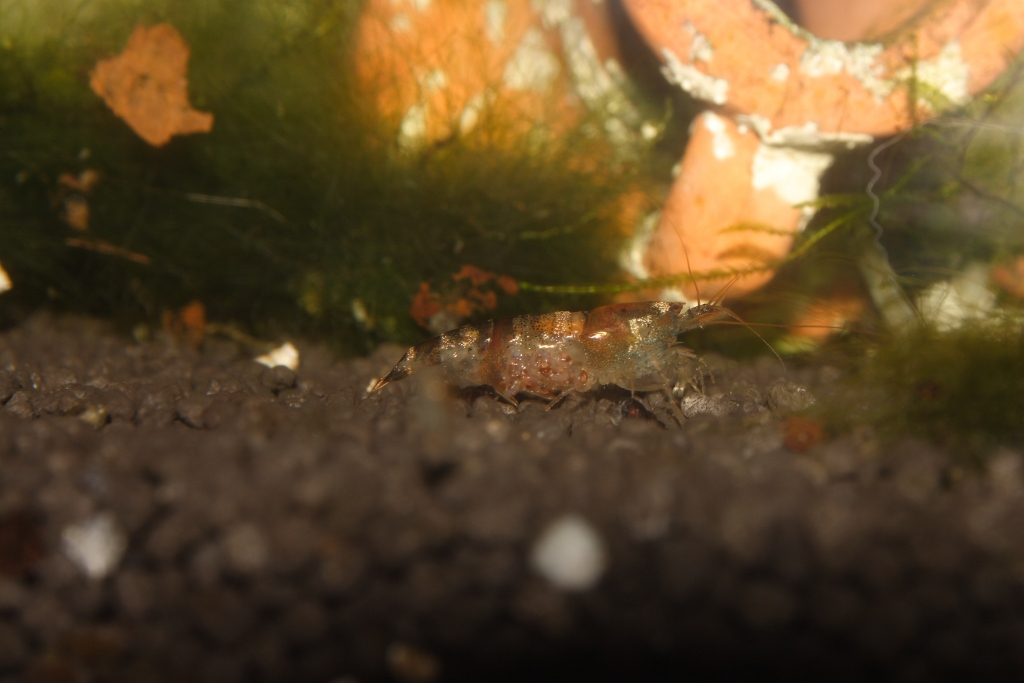
Weibchen mit Eiern

Die Hummelgarnele gehört unter den Krebstieren dem sogenannten fortschrittlichen Fortpflanzungstypus an. Das bedeutet, dass es kein Larvenstadium gibt, sondern aus den Eiern, die die ganze Zeit über vom Weibchen getragen werden, fertig entwickelte junge Garnelen schlüpfen.
Die geschlechtsreifen Weibchen entwickeln bei günstigen Bedingungen zwischen 15 und 40 bräunliche bis orangefarbene Eier in den Eierstöcken im Nacken. Ist der erste dunkle Streifen des Zebramusters des Weibchens nicht zu breit und kräftig ausgebildet, sind die Eier als Eifleck sichtbar. Die Eier brauchen rund 4 Wochen zum Reifen. Danach häutet sich das Weibchen und gibt anschließend einen Duftstoff ins Wasser ab, der die Männchen anlockt.
Bei der Paarung legt das Männchen das Weibchen auf die Seite oder auf den Rücken und setzt dann ein Samenpaket unten an den Hinterleib des Weibchens. Das Weibchen nimmt anschließend die Eier, um sie an die Schwimmbeine zu heften. Dabei streift sie die Eier am Samenpaket vorbei, wobei diese befruchtet werden.
Durch die ständige Bewegung der Schwimmbeine werden die Eier stets mit Sauerstoff versorgt und eine gesunde Entwicklung ist somit gewährleistet. Das Weibchen sortiert eigenständig unbefruchtete oder abgestorbene Eier aus, um einer Verpilzung vorzubeugen.
Durch Stress oder sich drastisch ändernde Umweltbedingungen, z. B. starke Temperaturschwankungen oder Veränderungen der Wasserwerte, kann es dazu kommen, dass das Weibchen die Eier abstreift. In der freien Natur stirbt der Nachwuchs dann unweigerlich. In der Aquaristik kann bei rechtzeitigem Eingriff rein theoretisch eine weitere Entwicklung der Eier auch ohne das Muttertier sichergestellt werden.
Unter normalen Umständen trägt das Weibchen die Eier rund 4 Wochen. Danach schlüpfen die bereits fertig entwickelten Jungtiere, die in ihrer Erscheinung den adulten Tieren gleichen. Sie haben eine Länge von 1 bis 2 mm.

## Aquaristik
Seit einigen Jahren werden Zwerggarnelen wegen ihrer Färbung und ihrem geringen Platzanspruch in der Aquaristik immer beliebter und auch die Hummelgarnele ist zu einem oft gesehenen Pflegling in Süßwasseraquarien geworden.